# 克拉克斯维克市镇
克拉克斯维克市镇是法罗群岛的市镇，行政中心为克拉克斯维克镇。市镇面积为116.4平方公里，人口数量为5,340人（2021年1月）。
市镇范围覆盖博罗伊岛的大部分及卡尔斯岛和斯温岛。

## 图集

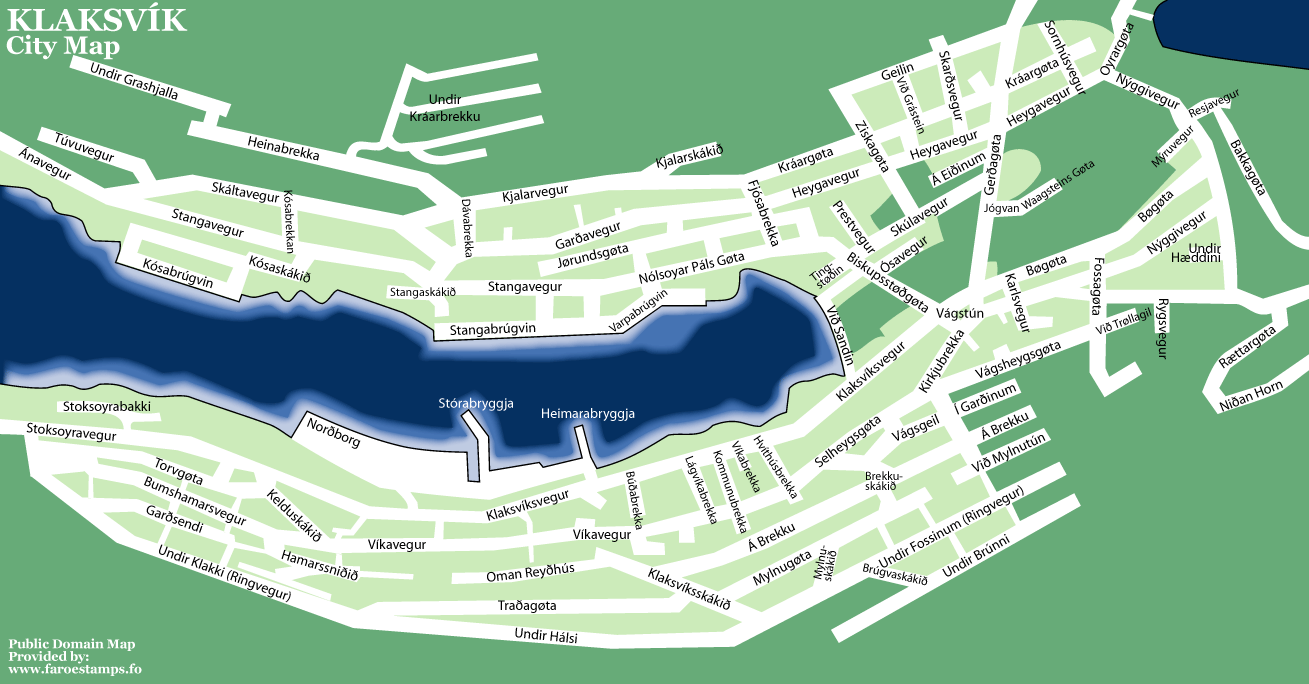
克拉克斯维克市中心地图
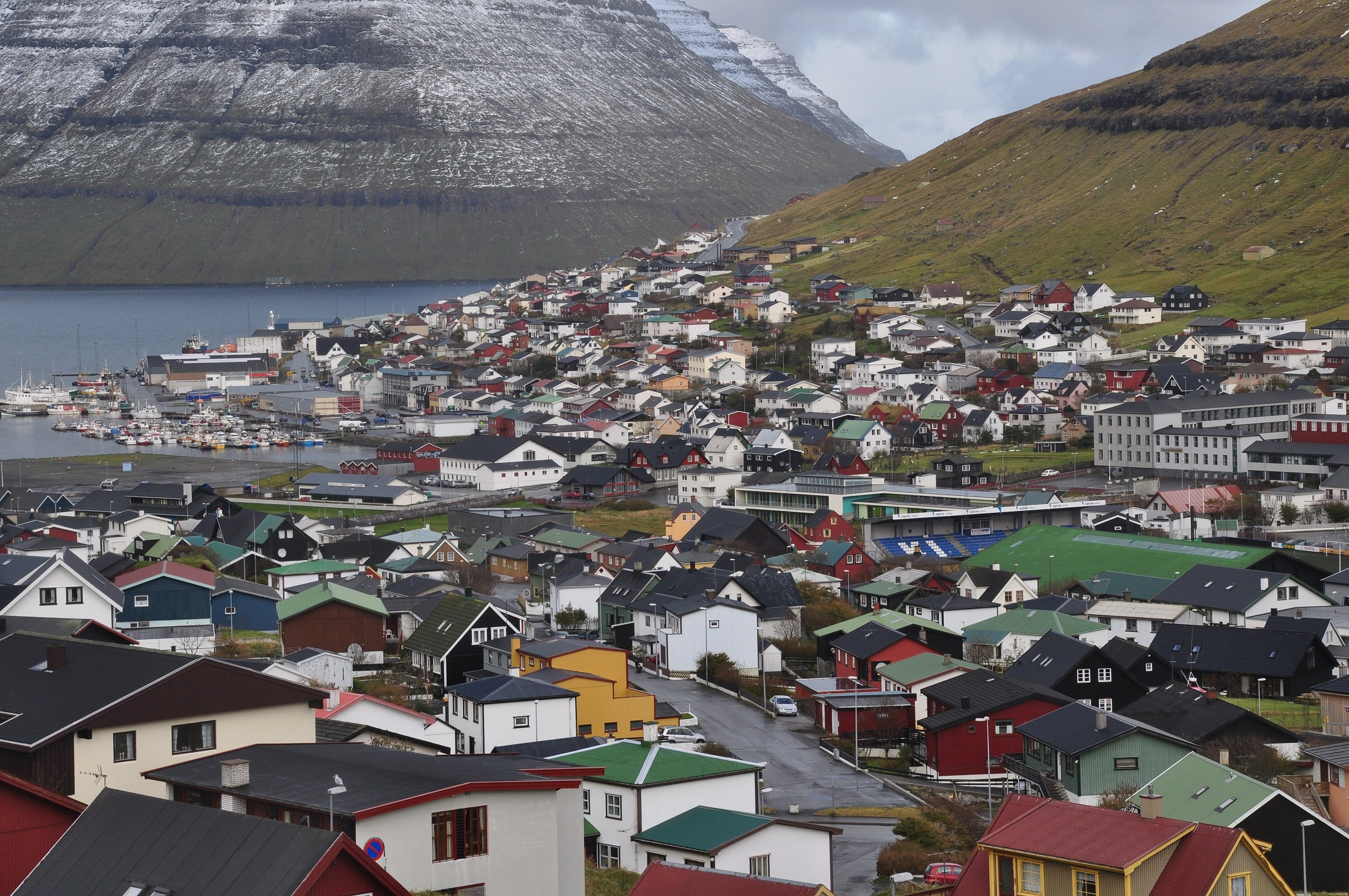
克拉克斯维克市中心景象
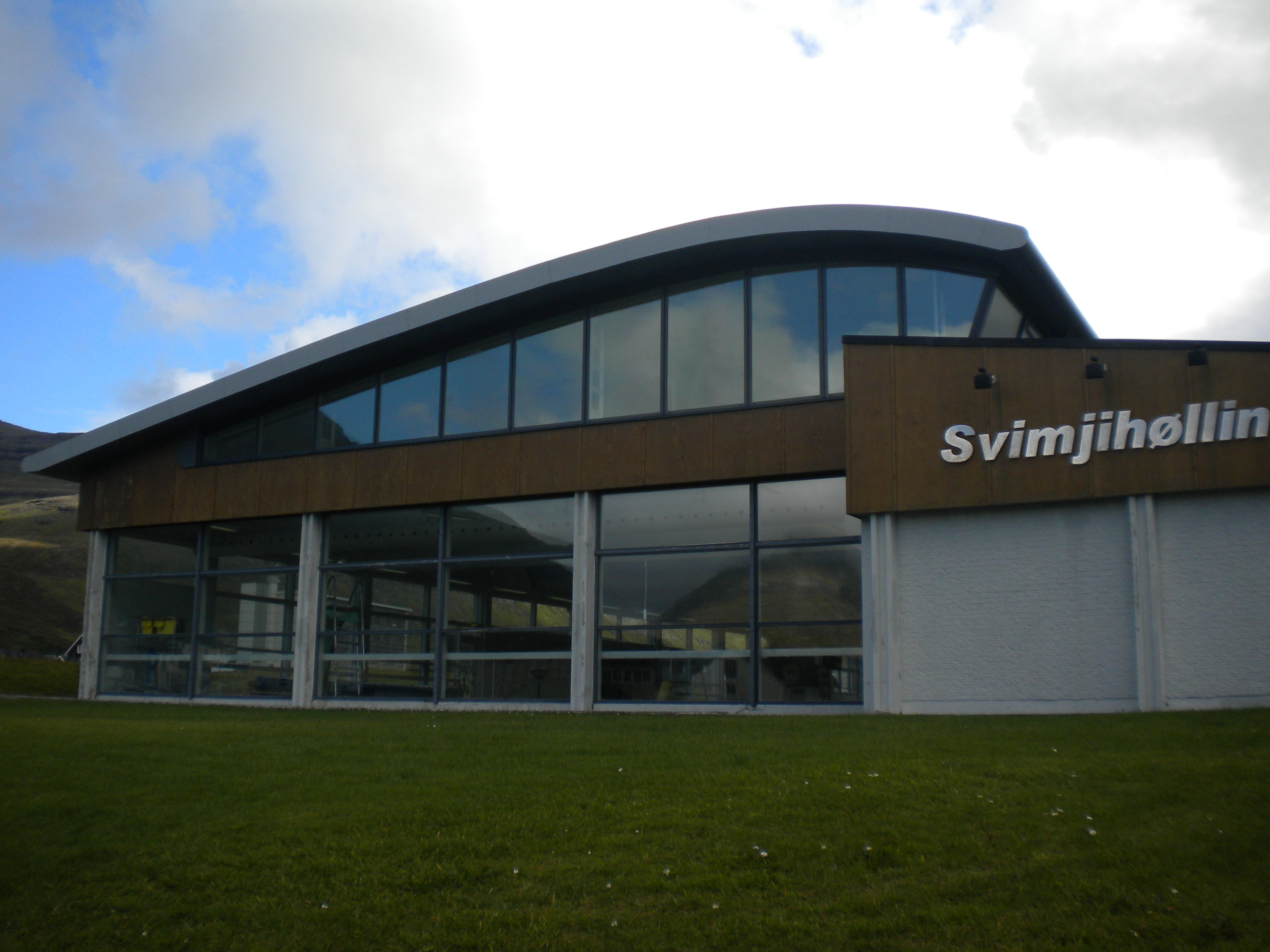
游泳馆